# Festival des arts sonnés
 (mai 2016).
Si vous disposez d'ouvrages ou d'articles de référence ou si vous connaissez des sites web de qualité traitant du thème abordé ici, merci de compléter l'article en donnant les références utiles à sa vérifiabilité et en les liant à la section « Notes et références ».
Le Festival des arts Sonnés est un événement musical se déroulant depuis 2012 sur le site de la veille église dans la commune de Saint-André-des-Eaux (Côtes-d'Armor), à 10 km de Dinan.

## Programmation
Édition 2015
Les 18 et 19 septembre
- Yves Jamait
- Sinsemilia
- Collectif 13
- Flavia Coelho
- Hk et les Saltembanks
- Les Ramoneurs de Menhirs
- La Gapette
- Hamawassa
- Ptit Li'on
- Bob's Not Dead
- Largo

### Édition 2014
Les 19 et 20 septembre 
- La rue Ketanou
- Zebda
- Tagada Jones
- Boulevard des airs
- Mago
- Succes
- Dj Bazh
- San'Jyla
- Papa Style
- Nefertiti in the kitchen
- Dust

### Édition 2013
Les 20 et 21 septembre
- Tryo
- Babylon Circus
- No One Is Innocent
- Karpatt
- Broussaï
- Irian
- Dj Miss Blue
- The Blackstaliners
- Dj Bazh

### Édition 2012
Les 21 et 22 septembre
- Marcel et son orchestre
- Zenzile
- Hilight tribe
- Le pied de la pompe
- Z.E.P
- Maracu'jah
- Monty picon
- Léa Bulle